# Brasserie Sainte-Colombe
La brasserie Sainte-Colombe est une brasserie artisanale de bières historiquement située à Sainte-Colombe dans le département d'Ille-et-Vilaine avant le déménagement de ses principales unités de production à Corps-Nuds, au sud de Rennes en janvier 2021.

## Historique de la brasserie
La brasserie a fait ses premières bières en juillet 1996 après l'installation de Gonny Keizer au lieu-dit La Landelle près du village de Sainte-Colombe, rejointe en 2000 par son époux Henri Everts. Le couple hollandais, originaire de Zwolle dans la province de l'Overijssel, arrive en France en 1993. Elle fait partie des brasseries créées sous l'impulsion du renouveau des microbrasseries initié dans les années 1980, notamment avec la brasserie Coreff en Bretagne. La première production de 1996 s'élève à 84 hectolitres, pour passer à environ 400 hl en 2000 et plus de 1 000 hl depuis 2007. En 2006, la brasserie engage un nouveau brasseur Pierrick Clavier. Le 7 novembre 2008, Sainte-Colombe a produit une cuvée spéciale et unique à l'occasion du 1000e brassin.
En 2010, le couple Everts lance une production de whiskies, dans deux caves, dont les premières bouteilles sont commercialisées en 2015. En 2015, l'entreprise s'agrandit et embauche cinq salariés dont Jean-Baptiste Glais qui devient un associé de la brasserie.
Trop à l'étroit dans ses bâtiments historiques, la brasserie doit déménager à l'été 2020 dans de nouveaux bâtiments construits à Corps-Nuds (nouvelle unité de brassage sur 850 m2), dans la zone artisanale des Grands Sillons à l'est de Rennes, tandis que la distillerie de whisky reste à Sainte-Colombe,. À la suite de la pandémie de Covid-19 et de la fermeture des bars due au confinement, la brasserie perd 80 % de son chiffre d'affaires et doit diminuer drastiquement sa production durant cette période – ne produisant que 400 hl en 2020 –, de plus en pleine transition de sites qui est effective en janvier 2021.

## Bières
Toutes les bières produites dans cette brasserie sont non pasteurisées, non filtrées, refermentées en bouteille et brassées avec des malts non-traités. La brasserie produit en 2010 une dizaine de variétés de bières : blonde, dorée, ambrée, blanche, pie-noir, de Noël, hiver (rousse), et grand-cru pour un volume total de 1 400 hectolitres. Ces bières ont remporté depuis 2003 plusieurs médailles d'or au Concours général agricole de Paris, ce qui a permis la renommée de la brasserie et son expansion nationale.

### Sainte-Colombe (blanche)
La bière blanche est une bière de froment de type blanche belge produite toute l'année depuis 1996 en haute fermentation. C'est la première bière produite par la brasserie.

### Sainte-Colombe (blonde)
La bière blonde est une bière de type pale ale belge produite toute l'année depuis 2006 en haute fermentation.

### Sainte-Colombe (ambrée)
La bière ambrée est une bière de type ale belge produite toute l'année depuis 1996 en haute fermentation.

### Sainte-Colombe (bière d'hiver)
La bière d'hiver est une bière rousse de type abbaye belge produite d'octobre à avril depuis 1996 en haute fermentation.

### Sainte-Colombe (dorée)
La bière dorée, anciennement nommée Ty Breizh, est une bière de froment de type allemande (Hehfe Weizenbier) produite toute l'année depuis 2007 en haute fermentation. Elle a remporté la médaille d'or au Concours général agricole 2011.

### Sainte-Colombe (grand-cru)
La bière grand-cru est une bière brune de type vin d'orge (Barley Wine) de style trappiste produite de mars à avril depuis 2001 en haute fermentation.

### Sainte-Colombe (Bretonne pie noir)
La bière Bretonne pie noir est une bière brune au seigle (Roggenbier) et au malt fumé (Rauchbier) produite toute l'année depuis 2010 en haute fermentation.